# Michelle King

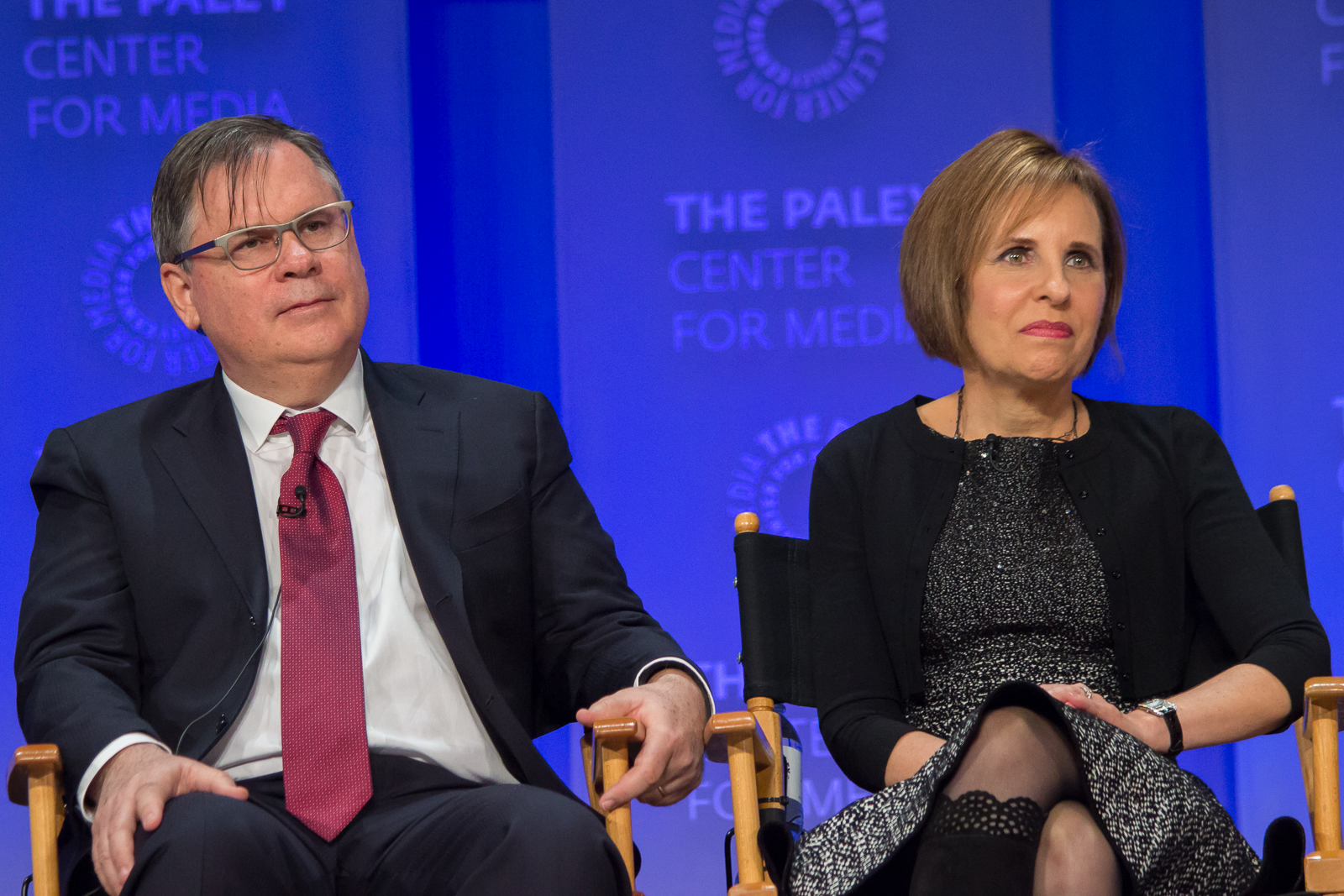
Robert und Michelle King (2015)

Michelle King (* 7. November 1958 als Michelle Stern) ist eine amerikanische Fernsehautorin, Showrunnerin und Produzentin. Sie ist mit Robert King verheiratet, der auch ihr schriftstellerischer Partner ist. Das Paar schuf unter anderem die Drama-Serie The Good Wife (2009–2016), für die sie mit einem Writers Guild of America Award ausgezeichnet wurden, sowie deren Ableger The Good Fight (2017–2022), die Comedy-Drama-Serie BrainDead (2016) und die Mystery-Serie Evil (seit 2019).

## Leben
Michelle stammt aus einer jüdischen Familie, die den Holocaust überlebt hat.
King studierte an der UCLA. 1987 heiratete sie Robert King. Sie haben eine Tochter, Sophia.
Michelle und Robert King waren 2006 Co-Autoren und Co-Produzenten der kurzlebigen Dramaserie In Justice. Neben dem Pilotfilm schrieb King auch die Episode „Golden Boy“ mit. Die Serie wurde nach einer ersten Staffel mit dreizehn Folgen nicht verlängert.
Die Kings waren Co-Schöpfer einer zweiten juristischen Dramaserie mit dem Titel The Good Wife, bei der Michelle auch als ausführende Produzentin fungierte. Neben der Pilotfolge schrieb Michelle die Episoden „Stripped“, „Unorthodox“, „Hi“, und zwölf weitere Episoden. King und das Autorenteam von The Good Wifewurden für einen Writers Guild of America Award für die beste neue Serie nominiert.
Das Ehepaar schrieb und produzierte 
auch die Thriller-Dramaserie BrainDead, die vom 13. Juni 2016 bis zum 17. Oktober 2016 auf CBS ausgestrahlt wurde, bevor sie abgesetzt wurde. Anschließend kehrten die Kings als Showrunner zum The Good Wife-Spin-off The Good Fight zurück. Im September 2019 begann die Ausstrahlung ihrer Horror-Thriller-Serie Evil auf CBS.
2020 erdachten die Kings Elsbeth, einen Ableger von Good Wife und The Good Fight. Im Gegensatz zu den anderen beiden handelt es sich bei ihr nicht um ein Justizdrama, sondern eine Krimiproduktion. Ihre Protagonistin ist die Anwältin Elsbeth Tascioni, eine aus den Vorgängerserien bekannte Nebenfigur. Elsbeth wird seit Februar 2024 auf CBS ausgestrahlt.

## Filmografie

### Als Autorin
- 2006: In Justice (Serie)
- 2007: Judy’s got a gun (Fernsehfilm)
- 2009–2016: Good Wife (The Good Wife, Serie)
- 2016: BrainDead (Serie)
- 2017–2022: The Good Fight (Serie)
- 2019–2024: Evil (Serie)
- 2021: The Bite (Mini-Serie)
- seit 2024: Elsbeth (Serie)

### Als Produzentin
- 2006: In Justice
- 2007: Judy’s got a gun
- 2009–2016: Good Wife
- 2016: BrainDead
- 2017–2022: The Good Fight
- 2019–2024: Evil
- 2020–2023: Your Honor (Serie)
- 2021: The Bite
- 2022: Would I Lie to You?

### Als Darstellerin
- 1994: Stephen Kings The Stand – Das letzte Gefecht

## Auszeichnungen und Nominierungen
Writers Guild of America Award
- 2010 – Nominierung für die beste neue Serie für The Good Wife
- 2012 – Nominierung für die beste Dramaserie für The Good Wife
- 2014 – Nominierung als beste Dramaserie für The Good Wife (Folge: „Hitting the Fan“)
- 2014 – Nominierung als beste Drama-Serie für The Good Wife
- 2015 – Nominierung als beste Drama-Serie für The Good Wife
- 2015 – Beste Episode einer Dramaserie für The Good Wife (Episode: „The Last Call“)
- 2016 – Nominierung für die beste Drama-Episode für The Good Wife

Peabody Award
- 2011 – Peabody Award für The Good Wife

Producers Guild of America Award
- 2012 – Nominierung für die beste Produktion einer Drama-Episode für The Good Wife